# Oedaleus nigeriensis
Oedaleus nigeriensis är en insektsart som beskrevs av Boris Petrovich Uvarov 1926. Oedaleus nigeriensis ingår i släktet Oedaleus och familjen gräshoppor. Inga underarter finns listade i Catalogue of Life.

## Bildgalleri

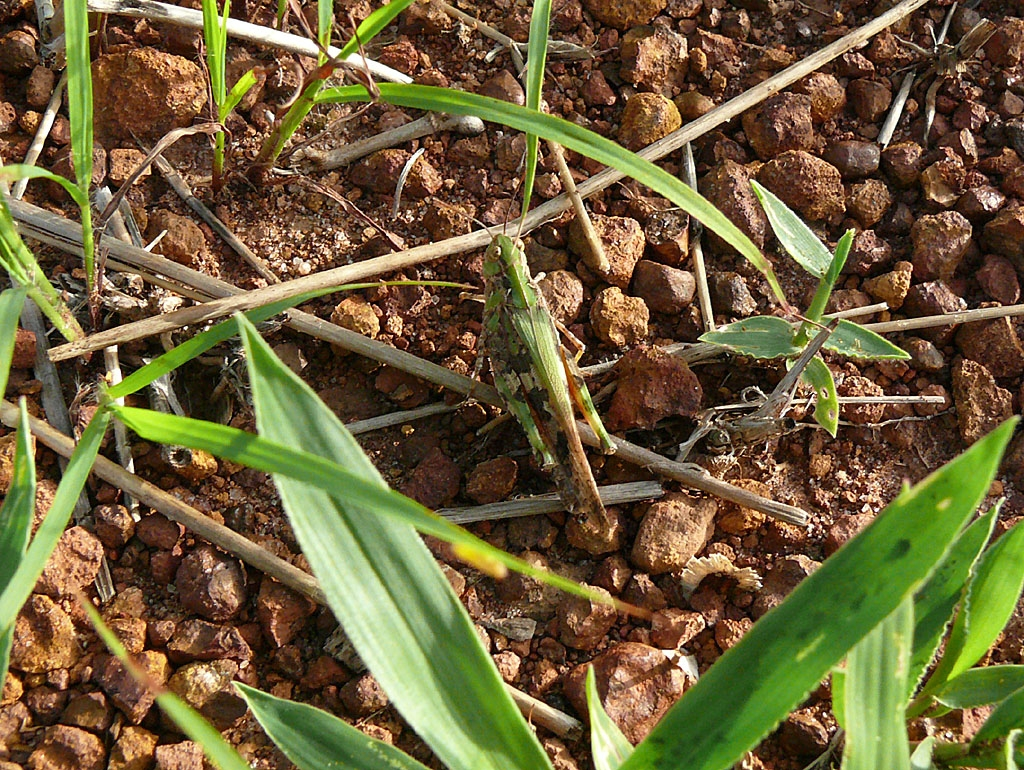